# NGC 2663
NGC 2663 é uma galáxia elíptica (E) localizada na direcção da constelação de Pyxis. Possui uma declinação de -33° 47' 42" e uma ascensão recta de 8 horas, 45 minutos e 08,3 segundos.
A galáxia NGC 2663 foi descoberta em 8 de Fevereiro de 1886 por Lewis A. Swift.